# Lijst van voetbalinterlands Dominicaanse Republiek - Haïti
Deze lijst van voetbalinterlands is een overzicht van alle officiële voetbalwedstrijden tussen de nationale teams van de Dominicaanse Republiek en Haïti. De landen speelden tot op heden veertien keer tegen elkaar. De eerste ontmoeting, een kwalificatiewedstrijd voor het Wereldkampioenschap voetbal 1978, werd gespeeld in Santo Domingo op 2 april 1976. Het laatste duel, een vriendschappelijke wedstrijd, vond plaats op 24 maart 2013 in San Cristóbal.

## Wedstrijden
| №  | Plaats         | Datum             | Competitie                      | Wedstrijd                      | Uitslag |
| -- | -------------- | ----------------- | ------------------------------- | ------------------------------ | ------- |
| 1  | Santo Domingo  | 2 april 1976      | WK 1978 kwalificatie            | Dominicaanse Republiek − Haïti | 0 − 3   |
| 2  | Port-au-Prince | 17 april 1976     | WK 1978 kwalificatie            | Haïti − Dominicaanse Republiek | 3 − 0   |
| 3  | San Juan       | 12 mei 1991       | Caribbean Cup 1991 kwalificatie | Dominicaanse Republiek − Haïti | 1 − 1   |
| 4  | Santo Domingo  | 10 maart 1994     | Caribbean Cup 1994 kwalificatie | Dominicaanse Republiek − Haïti | 0 − 1   |
| 5  | Port-au-Prince | 26 april 1996     | Caribbean Cup 1996 kwalificatie | Haïti − Dominicaanse Republiek | 6 − 0   |
| 6  | Port-au-Prince | 28 april 1996     | Caribbean Cup 1996 kwalificatie | Dominicaanse Republiek − Haïti | 1 − 1   |
| 7  | Port-au-Prince | 15 maart 1998     | Caribbean Cup 1998 kwalificatie | Haïti − Dominicaanse Republiek | 5 − 0   |
| 8  | Port-au-Prince | 19 maart 1999     | Caribbean Cup 1999 kwalificatie | Haïti − Dominicaanse Republiek | 4 − 0   |
| 9  | Saint-Marc     | 15 september 2006 | Vriendschappelijk               | Haïti − Dominicaanse Republiek | 3 − 1   |
| 10 | Port-au-Prince | 17 september 2006 | Vriendschappelijk               | Haïti − Dominicaanse Republiek | 2 − 1   |
| 11 | San Cristóbal  | 27 februari 2008  | Vriendschappelijk               | Dominicaanse Republiek − Haïti | 1 − 2   |
| 12 | San Cristóbal  | 28 februari 2008  | Vriendschappelijk               | Dominicaanse Republiek − Haïti | 0 − 2   |
| 13 | Saint John's   | 9 december 2012   | Caribbean Cup 2012              | Dominicaanse Republiek − Haïti | 1 − 2   |
| 14 | San Cristóbal  | 24 maart 2013     | Vriendschappelijk               | Dominicaanse Republiek − Haïti | 3 − 1   |

## Samenvatting
| Competitie                 | Totaal gespeeld | Winst Dom. Rep. | Gelijk | Winst Haïti | Doelsaldo Dom. Rep. – Haïti |
| -------------------------- | --------------- | --------------- | ------ | ----------- | --------------------------- |
| WK-kwalificatie            | 2               | 0               | 0      | 2           | 0 − 6                       |
| Caribbean Cup              | 1               | 0               | 0      | 1           | 1 − 2                       |
| Caribbean Cup-kwalificatie | 6               | 0               | 2      | 4           | 2 − 18                      |
| Vriendschappelijk          | 5               | 1               | 0      | 4           | 6 − 10                      |
| Totaal                     | 14              | 1               | 2      | 11          | 9 − 36                      |

Wedstrijden bepaald door strafschoppen worden, in lijn met de FIFA, als een gelijkspel gerekend.
FEDOFUTBOL · A-internationals · Bondscoaches · Vrouwenvoetbalelftal van de Dominicaanse Republiek
1970 – 1979 ·
1980 – 1989 ·
1990 – 1999 ·
2000 – 2009 ·
2010 – 2019 ·
2020 − 2029
Amerikaanse Maagdeneilanden ·
Anguilla ·
Antigua en Barbuda ·
Aruba ·
Bahama's ·
Barbados ·
Belize ·
Bermuda ·
Britse Maagdeneilanden ·
Chili ·
Costa Rica ·
Cuba ·
Curaçao ·
Dominica ·
El Salvador ·
Guatemala ·
Guyana ·
Haïti ·
Indonesië ·
Kaaimaneilanden ·
Montserrat ·
Nederlandse Antillen ·
Nicaragua ·
Panama ·
Peru ·
Puerto Rico ·
Saint Kitts en Nevis ·
Saint Lucia ·
Saint Vincent en de Grenadines ·
Servië ·
Suriname ·
Trinidad en Tobago ·
Turks- en Caicoseilanden ·
Venezuela ·
Verenigde Arabische Emiraten
FHF · A-internationals · Selecties · Bondscoaches · Haïtiaans vrouwenelftal ·  Haïti U21 · Haïti U20 · Haïti U19 · Haïti U18 · Haïti U17
1925 ·
1926 ·
1927–1931 · 
1932 ·
1933 · 
1934 ·
1935–1937 · 
1938 ·
1939 ·
1940–1943 · 
1944 ·
1945–1947 · 
1948 ·
1949 ·
1950 ·
1951 ·
1952 ·
1953 ·
1954 ·
1955 · 
1956 ·
1957 ·
1958 ·
1959 ·
1960 · 
1961 ·
1962 ·
1963 ·
1964 ·
1965 ·
1966 ·
1967 ·
1968 ·
1969 ·
1970 · 
1971 ·
1972 ·
1973 ·
1974 ·
1975 ·
1976 ·
1977 ·
1978 ·
1979 ·
1980 ·
1981 ·
1982 · 
1983 ·
1984 ·
1985 ·
1986–1988 · 
1989 ·
1990 · 
1991 ·
1992 ·
1993 · 
1994 ·
1995 · 
1996 ·
1997 ·
1998 ·
1999 ·
2000 ·
2001 ·
2002 ·
2003 ·
2004 ·
2005 ·
2006 ·
2007 ·
2008 ·
2009 ·
2010 ·
2011 ·
2012 ·
2013 ·
2014 ·
2015 ·
2016 ·
2017 ·
2018 ·
2019 ·
2020 ·
2021 ·
2022 ·
2023 ·
2024
Amerikaanse Maagdeneilanden ·
Antigua en Barbuda ·
Argentinië ·
Aruba ·
Bahama's ·
Bahrein ·
Barbados ·
Belize ·
Bermuda ·
Bolivia ·
Brazilië ·
Britse Maagdeneilanden ·
Canada ·
Chili ·
China ·
Colombia ·
Costa Rica ·
Cuba ·
Curaçao ·
Dominica ·
Dominicaanse Republiek ·
Ecuador ·
El Salvador ·
Grenada ·
Guatemala ·
Guyana ·
Honduras ·
Italië ·
Jamaica ·
Japan ·
Jordanië ·
Kaaimaneilanden ·
Kosovo ·
Mexico ·
Montserrat ·
Nederlandse Antillen ·
Nicaragua ·
Oman ·
Panama ·
Peru ·
Polen ·
Puerto Rico ·
Qatar ·
Saint Kitts en Nevis ·
Saint Lucia ·
Saint Vincent en de Grenadines ·
Spanje ·
Suriname ·
Syrië ·
Trinidad en Tobago ·
Turks- en Caicoseilanden ·
Uruguay ·
Venezuela ·
Verenigde Arabische Emiraten ·
Verenigde Staten ·
Zuid-Korea